# 奴隷を解放する聖マルコ (ティントレット)
『奴隷を解放する聖マルコ』（どれいをかいほうするせいマルコ、伊: San Marco libera uno schiavo）、 または『聖マルコの奇跡』（せいマルコのきせき、伊: Il miracolo dello schiavo）は、イタリアのルネサンス期ヴェネツィア派の画家ティントレットによる1548年制作の絵画である。現在ヴェネツィアのアカデミア美術館に所蔵されている。本来、ヴェネツィア市内の友愛会である聖マルコ同心会 (Scuola Grande di San Marco) のために依頼された。
絵画は、ヤコブス・デ・ウォラギネの黄金伝説からヴェネツィアの守護聖人、聖マルコの生涯のエピソードを描いている。画面の上部には、聖マルコの遺物を崇拝したために殉教しようとしている奴隷を救うために、聖マルコが介入しようとしているところが表されている。すべての人物は、建築的な構図の中に取り込まれている。
ティントレット芸術へのさまざまな影響が絵画中に見いだされる。人体表現はミケランジェロ的であるが、鮮やかで強烈な色彩はヴェネツィア派に典型的なものである。

作品は、全体として東方風の雰囲気を有している。光源は、前方、聖マルコの後光、そして後方の三か所に設定されている。中央やや左寄りの赤いターバンを巻いたトルコ人の隣にいる髭を生やした男は、ティントレットの自画像であるのかもしれない。